# Stadium Arcadium
«Stadium Arcadium» — дев'ятий студійний альбом гурту Red Hot Chili Peppers. Це був подвійний альбом, випущений 5 травня 2006 року на Warner Bros. Records. Він мав п'ять синглів: «Dani California», «Tell Me Baby», «Snow (Hey Oh)», «Desecration Smile» і «Hump de Bump». Перше музичне відео гурту було створене фанатами на пісню «Charlie» з цього альбому. Спочатку планувалося, що «Stadium Arcadium» стане трилогією альбомів, кожен з яких буде випущено з інтервалом у шість місяців, але врешті-решт його було зведено до подвійного альбому.
Альбом приніс гурту сім номінацій на премію Греммі у 2007 році, включаючи нагороду за найкращий рок-альбом. Вигравши п'ять із семи нагород «Греммі», це була найбільша кількість номінацій, які гурт отримав за свою (на той час) 23-річну кар'єру. Журнал «Rolling Stone» включив альбом до свого списку найкращих альбомів 2000-х.
Це був останній альбом гурту, у створенні якого брав участь гітарист Джон Фрусчанте, до випуску «Unlimited Love» у 2022 році, більше десяти років потому.

## Композиції

### Диск 1
1. Dani California — 4:42
2. Snow (Hey Oh) — 5:34
3. Charlie — 4:37
4. Stadium Arcadium — 5:15
5. Hump de Bump — 3:33
6. She's Only 18 — 3:25
7. Slow Cheetah — 5:19
8. Torture Me — 3:44
9. Strip My Mind — 4:19
10. Especially in Michigan — 4:01
11. Warlocks — 3:25
12. C'mon Girl — 3:48
13. Wet Sand — 5:09
14. Hey — 5:39

### Диск 2
1. Desecration Smile — 5:01
2. Tell Me Baby — 4:07
3. Hard to Concentrate — 4:01
4. 21st Century — 4:22
5. She Looks to Me — 4:06
6. Readymade — 4:30
7. If — 2:52
8. Make You Feel Better — 3:51
9. Animal Bar — 5:25
10. So Much I — 3:44
11. Storm in a Teacup — 3:45
12. We Believe — 3:36
13. Turn It Again — 6:06
14. Death of a Martian — 4:24